# بلنكو
البلنكو أو البلنجو أو شربات أو خواج إبراهيم أو البريهوا هو شراب من منقوع بذور الشيا أو بذور الريحان المخلوط بالماء المحلى بالسكر، وغالباً يُنكّه بماء الزهر أو ماء الورد والهيل والزعفران ثُمّ يُبرّد بمكعبات الثلج. تعود أصول الشراب إلى أصولٍ إيرانيّة، وينتَشِرُ بشكلٍ عام في دُوَلِ الخليجِ العربيّ والعراق، حيث يُعتَبَرُ أحدَ المشروباتِ الشعبيّة التي تُباع في الأسواق القديمة والمحال التجاريّة، كما يَنتَشِرُ بيعه من قِبَل الباعة المتجوّلين في الشوارع والأزقّة.

## الفوائد
يحتوي شراب البلنكو على فوائد مهمة وكثيرة، نظراً لتركيبته الفريدة من نوعها؛ إذ يتكون بشكلٍ أساسي من بذور الريحان الجافة، والزعفران الذي يُعتبر شيئاً أساسياً في إعداد عصير البلنكو، إلا أنه يُستخدم لإضفاء القليل من النكهة، ومنح العصير اللون الجميل الجذاب، ومن أهم فوائده:
- يقوّي جهاز المناعة في الجسم، ويمنع من الإصابة بالعديد من الأمراض.
- يقوي عضلة القلب، ويحافظ على صحة الأوعية الدموية.
- يحافظ على صحة الأمعاء، ويعمل كمليّن للجهاز الهضمي.
- يفتح الشهية لتناول الطعام.
- يقوي المعدة، ويُحسّن عملية الهضم.
- يُحافظ على صحة الجهاز التنفّسي والرئتين، ويُخفّف من أعراض مَرض الرّبو التحسسي.
- يَمنح الجسم الانتعاش والحيوية، ويطفئ الشعور بالعطش، ويرطب الجسم.
- ينقي الدم، ويخلصه من الفضلات والسموم.
- يمنع الشعور بالدوخة، ويُحافظ على توازن الجسم.
- يعالج الصداع، والصداع النصفي «الشقيقة».

## المكونات
- ثلاثة أكواب من الماء النقيّ.
- ثلاثُ ملاعِقَ صغيرةٍ من الزّعفران.
- ثلاثُ ملاعِقَ من حبوب الرّيحان الجّافة.
- ماء ورد.
- سكر حسب الذوق.
- مكعبات ثلج.

## التحضير
- تُوضعُ بذورَ الرّيحانِ في الوعاءِ المُخصّصِ لإعداد الشراب، ونُضيفُ الماءَ على البذورِ، ونبدأُ بالتّحريك.
- نترُكُ الوِعاءَ في الثّلاجَةِ لعدةِ ساعاتٍ على الأقلّ، كي تتشربَ بذورُ الرّيحانِ الماءَ، ويَكبُرُ حجمُها وتصبِحُ هلاميةً.
- نضيف الزعفران إلى المكوّنات ونحرك جيداً حتى يتغيّر لون الشّراب.
- نضيف السكر حسب الذوق، ونُحرّك جيداً.
- نضيف كميّة مُناسِبة من ماء الورد -حسب الرغبة- ونُحرّك جيداً.
- نضيف مكعّباتِ الثلجِ إلى الشّراب، ونضعه في أكوابِ التّقديم.

## وصلات خارجية
- طريقة عمل عصير البلنكو على اليوتيوب.